# Lysgård
Lysgård er en lille landsby i Midtjylland med 68 indbyggere (2024), beliggende i Lysgård Sogn, på kanten til Dollerup Bakker, knap 15 kilometer syd for Viborg og 11 km nordvest for Kjellerup. Byen ligger i Viborg Kommune og tilhører Region Midtjylland.
Steen Steensen Blicher og hans far har været præst i Lysgård Kirke. Det var her han skrev novellen "E Bindstouw". Den gamle skolebygning (også kaldet Strikkestuen) opført af skolemester og murermester Mogens Andersen, er nu indrettet til egnsmuseet E Bindstouw.
I 1989 blev byens fælleshus "Landsbyhuset" indviet.